# Laurent Munier
Laurent Munier, francoski rokometaš, * 30. september 1966, Lyon.
Leta 1992 je na poletnih olimpijskih igrah v Barceloni v sestavi francoske reprezentance osvojil bronasto olimpijsko medaljo.